# فريتز كلوتير
فريتز كلوتير هو لاعب هوكي جليد كندي، ولد في 14 مايو 1981 في Saint-Honoré-de-Shenley ‏ في كندا.

## وصلات خارجية
- فريتز كلوتير على موقع IMDb (الإنجليزية)

- فريتز كلوتير على موقع دوري الهوكي الوطني (الإنجليزية)
- فريتز كلوتير على موقع EliteProspects.com (الإنجليزية)
- فريتز كلوتير على موقع Eurohockey.com (الإنجليزية)
- فريتز كلوتير على موقع HockeyDB.com (الإنجليزية)